# Л-18
Л-18 — советская дизель-электрическая минно-торпедная подводная лодка времён Второй мировой войны. Последний корабль серии XIII типа «Ленинец», предлагалось дать кораблю имя «Смирновец».

## История корабля
Лодка была заложена 30 декабря 1935 года на заводе № 189 в Ленинграде, заводской номер 275, в виде отдельных секций была перевезена во Владивосток, на завод № 202 (Дальзавод), где была собрана. 12 мая 1938 года спущена на воду, 24 сентября 1939 года вступила в строй.
В ходе боевых действий в августе 1945 года 22-27 августа совершила поход, высадив десант в 61 человек в порту Маока, Сахалин. Во время похода транспортировала также три 45-мм орудия, закреплённых за ограждением прочной рубки. В 1949 году переименована в Б-18. В 1952-54 годах прошла капитальный ремонт. В 1958 году выведена из состава флота, использовалась как учебная, переименована в УТС-85, была установлена в бухте Павловского. Использовалась по крайней мере до 2000-х годов.

## Командиры лодки
Цветко, Владимир Петрович июнь 1944 – декабрь 1947